# Биант Приенский
Биа́нт Прие́нский (также Виант, Биас, Виас, Биант из Приены, др.-греч. Βίας ὁ Πριηνεύς; VI век до н. э.) — древнегреческий мудрец и общественный деятель, один из семи особо чтимых мудрецов.

## Жизнь
Родился в ионийском городе Приена, сын Тевтама; приблизительные годы жизни (по разным оценкам): 625—540 или 642—577 до н. э. Занимался общественной деятельностью, славился мудростью своих судебных решений.
Наиболее известный эпизод из его жизни произошёл, когда персы покорили Приену, и жители, покидая город, забирали с собой всё своё имущество, тогда как Биант не взял ничего. На вопрос, почему он ничего не берёт, Биант ответил, указав посохом на свой лоб: «Всё своё ношу с собой» (эта фраза, известная также в латинской версии Omnia mea mecum porto, стала крылатой).
Во время Второй Мессенской войны Биант выкупил из спартанского плена нескольких девушек и помог им вернуться на родину. Через некоторое время рыбаки выловили в море бронзовый треножник с надписью «Мудрому». Народное собрание решило, что треножник должен быть послан Бианту, но Биант не согласился принять этот дар, заявив, что мудрым является бог Аполлон. Согласно другим авторам, Биант посвятил его Гераклу в Фивах.
Когда Алиатт осаждал Приену, Биант с помощью хитрости побудил его заключить мир. Для этого, чтобы создать видимость благополучия, он раскормил двух мулов и отправил их в лагерь Алиатта, затем насыпал в городе кучи песка, лишь прикрыв их сверху небольшим слоем зерна, которые и показал послу Алиатта. Алиатт посчитал бесполезной осаду города с таким большим запасом продовольствия и отступил.
Биант скончался в глубокой старости в родном городе. По легенде, произнеся на суде защитную речь, он положил голову на грудь своему внуку. Когда закончилась речь защитника противоположной стороны, а судья принял решение, то обнаружилось, что Биант уже мёртв.

## Информация и мнения о Бианте
Наиболее полные сведения о Бианте приводит Диоген Лаэртский в своём труде «О жизни, учениях и
изречениях знаменитых философов». Кроме этого известны следующие упоминания о Бианте:
- Древнегреческий поэт Гиппонакт упоминает Бианта в поговорке «Сильнее, чем приенянин Биант в споре».
- Гераклит позитивно отзывался о Бианте, известно следующее упоминание: «Был в Приене Биант, сын Тевтама, в котором больше толку, чем в других».
- Упоминается в известной античной хрии[2], когда эфиопский царь задаёт задачу египетскому — выпить море, на что Биант придумывает ответ — «пусть сначала запрёт все реки, впадающие в море, пока царь будет его пить, — потому что речь ведь шла о том море, которое есть, а не о том, которое прибудет»[3].
- Василий Великий: «Поэтому Виас, когда сын, отправляясь к Египтянам, спрашивал, что делая, особенно угодит он отцу, отвечал: „Приобрети напутствие к старости“, а напутствием назвал добродетель, заключив её в тесные пределы; потому что ограничил пользу её продолжением человеческой жизни»[4].

## Известные афоризмы
- Всё своё ношу с собой.
- Жизнь надо размеривать так, будто жить тебе осталось и мало, и много.
- Лучше разбирать спор между своими врагами, чем между друзьями, — ибо заведомо после этого один из друзей станет твоим врагом, а один из врагов — другом.
- Друзей [надо] любить так, будто они тебе ответят ненавистью, — ибо большинство людей злы.
- Не спеши браться за дело, а взявшись, будь твёрд.
- Говори не торопясь: спешка — знак безумия.
- Люби разумение.
- О богах говори, что они есть.
- Не силой бери, а убеждением.
- Когда многие возьмутся за дело, не быть добру.
- Слушай больше, говори к месту
- Что удаётся хорошего, то, считай, от богов.
- Из молодости в старость бери с припасом мудрость, ибо нет достояния надёжнее.
- Надо посмотреть на себя в зеркало, и если выглядишь прекрасным — поступай прекрасно, а если безобразным — то исправляй природный недостаток добропорядочностью.
- Худших везде большинство[5].